# Nellai Maalai Murasu
Nellai Maalai Murasu is een Tamil-talige avondkrant die uitkomt in Nellore in de Indiase deelstaat Andhra Pradesh. Het dagblad werd opgericht door de advocaat en politicus S.P. Adithanar, tevens oprichter van de krant Dina Thanthi. De broadsheet is nu eigendom van de Daily Thanthi Group.